# Brusson (Frankrijk)
Brusson is een gemeente in het Franse departement Marne (regio Grand Est) en telt 174 inwoners (1999). De oppervlakte bedraagt 4,86 km², de bevolkingsdichtheid is 35 inwoners per km².

## Demografie
Onderstaande figuur toont het verloop van het inwonertal (bron: INSEE-tellingen).